# Мілтон (Індіана)
Мілтон (англ. Milton) — місто (англ. town) в США, в окрузі Вейн штату Індіана. Населення — 455 осіб (2020).

## Географія
Мілтон розташований за координатами 39°47′11″ пн. ш. 85°9′22″ зх. д. / 39.78639° пн. ш. 85.15611° зх. д. (39.786503, -85.156199).  За даними Бюро перепису населення США в 2010 році місто мало площу 0,70 км², з яких 0,69 км² — суходіл та 0,01 км² — водойми.

## Демографія
Згідно з переписом 2010 року, у місті мешкало 490 осіб у 197 домогосподарствах у складі 136 родин. Густота населення становила 699 осіб/км².  Було 227 помешкань (324/км²).
Расовий склад населення:
| - 98,4 % — білих - 1,2 % — корінних американців - 0,2 % — чорних або афроамериканців |

До двох чи більше рас належало 0,2 %. Частка іспаномовних становила 0,8 % від усіх жителів.
За віковим діапазоном населення розподілялося таким чином: 22,0 % — особи молодші 18 років, 63,9 % — особи у віці 18—64 років, 14,1 % — особи у віці 65 років та старші. Медіана віку мешканця становила 40,2 року. На 100 осіб жіночої статі у місті припадало 101,6 чоловіків;  на 100 жінок у віці від 18 років та старших — 100,0 чоловіків також старших 18 років.
Середній дохід на одне домашнє господарство  становив 60 077 доларів США (медіана — 45 000), а середній дохід на одну сім'ю — 56 040 доларів (медіана — 54 125). За межею бідності перебувало 31,7 % осіб, у тому числі 61,4 % дітей у віці до 18 років та 3,2 % осіб у віці 65 років та старших.
Цивільне працевлаштоване населення становило 207 осіб. Основні галузі зайнятості: виробництво — 18,4 %, роздрібна торгівля — 16,9 %, освіта, охорона здоров'я та соціальна допомога — 15,5 %.